# Popa Chubby and Friends Play Muddy, Willie and More
Popa Chubby and Friends Play Muddy, Willie and More è un album studio di Popa Chubby contenente cover di artisti blues come The Doors, Muddy Waters e altri.

## Tracce
- Back Door Man
- The Same Thing
- I Can't Be Satisfied
- She's 19 Years Old
- I Can't Quit You Baby
- Got My Mojo Working
- I'm So Glad She's Mine
- Baby Come Home
- Low Down Ways
- Little Red Rooster